# 摩根縣 (肯塔基州)
摩根县（英語：Morgan County）是美國肯塔基州東部坎伯蘭高原的一個縣。面積994平方公里。根據美國2000年人口普查，共有人口13,948人。縣治西利伯蒂 (West Liberty)。
成立於1822年，縣政府成立於1823年3月10日。縣名紀念美國獨立戰爭軍官、代表維吉尼亞州的眾議員丹尼爾·摩根。本縣為一禁酒的縣。